# 富岡美羽
富岡 美羽（とみおか みう、7月7日 - ）は、日本の女性声優、ナレーター。

## 経歴・人物
以前は杉の子プロに所属していた。 
特技は空手、殺陣、書道。
ある先輩の声優から声が小原乃梨子に似ていると言われたこともあり勉強の為に小原の声に近づけられるようにと猛特訓していた。

## 出演

### ナレーション
- トレカスタジアム
- 柏まつり
- 一ノ宮十二社祭り
- カート柳田塾
- ニッポン工事中！（工事くん 声 ・ ナレーション）
- 多発する交通事故を防ぐ
- 流通商防犯カメラシステム
- オールナイトロング（清水崇：監修）
- 放射線から、さあ、逃げろ！（チャトラ・フラション 声）
- 保険クリニック
- 燃料電池三菱自動車（ちはなちゃん）
- ポラスガーデンヒルズ
- ジョージオリバー
- 丸善製茶
- 九都県市合同防犯訓練
- シー・ベイト
- ドン・キホーテ
- お宝あっとマーケット
- トレカスタジアム
- トミオ カート柳田塾
- レオ・コーポレーション
- サンライズファーム
- 大黒屋 マルエイグループ ・ホテルサヤンテラス

### テレビアニメ
- ジバクくん
- 突撃!パッパラ隊